# Artemidiconus
Artemidiconus is een geslacht van weekdieren uit de klasse van de Gastropoda (slakken).

## Soort
- Artemidiconus selenae (van Mol, Tursch & Kempf, 1967)